# Pozzuoli-öböl
A Pozzuoli-öböl a Nápolyi-öböl északnyugati részét képezi, a Posillipo-fok és a Misenói-fok között. Geológiai szempontból a Campi Flegrei vulkáni zóna része. A történelem során bekövetkezett földmozgások eredményeképpen a partvonala gyakorta változott. Az öbölben található a Nápolyhoz tartozó Nisida sziget. Az öböl partjának legnagyobb települése a névadó Pozzuoli.

## Képek

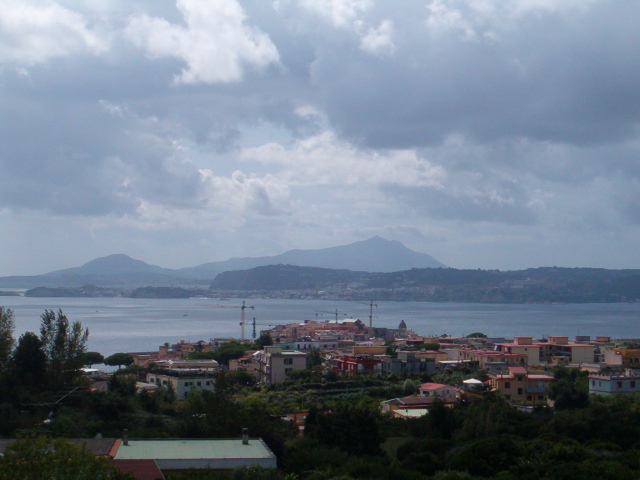
A Pozzuoli-öböl
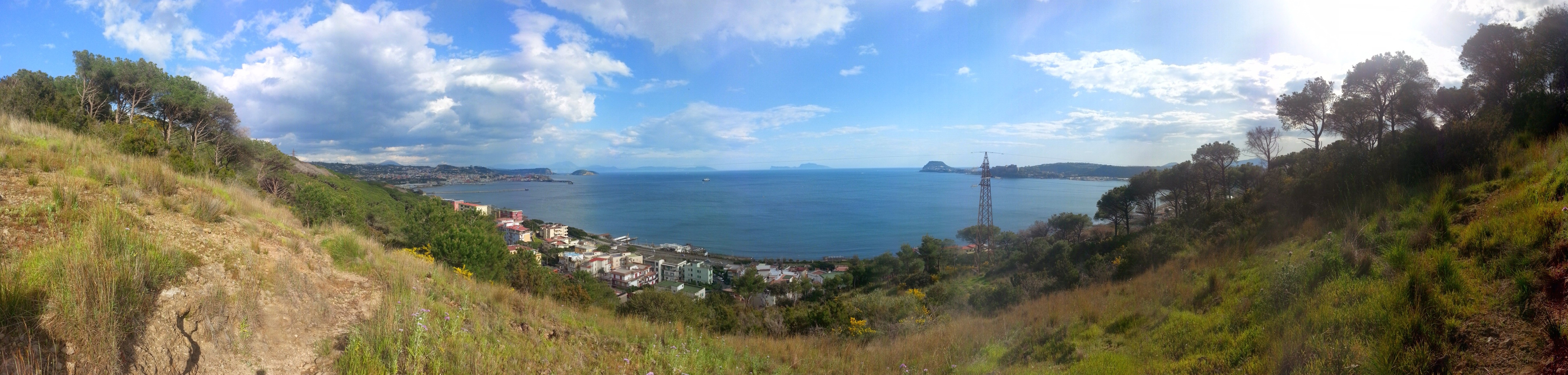
Panoráma
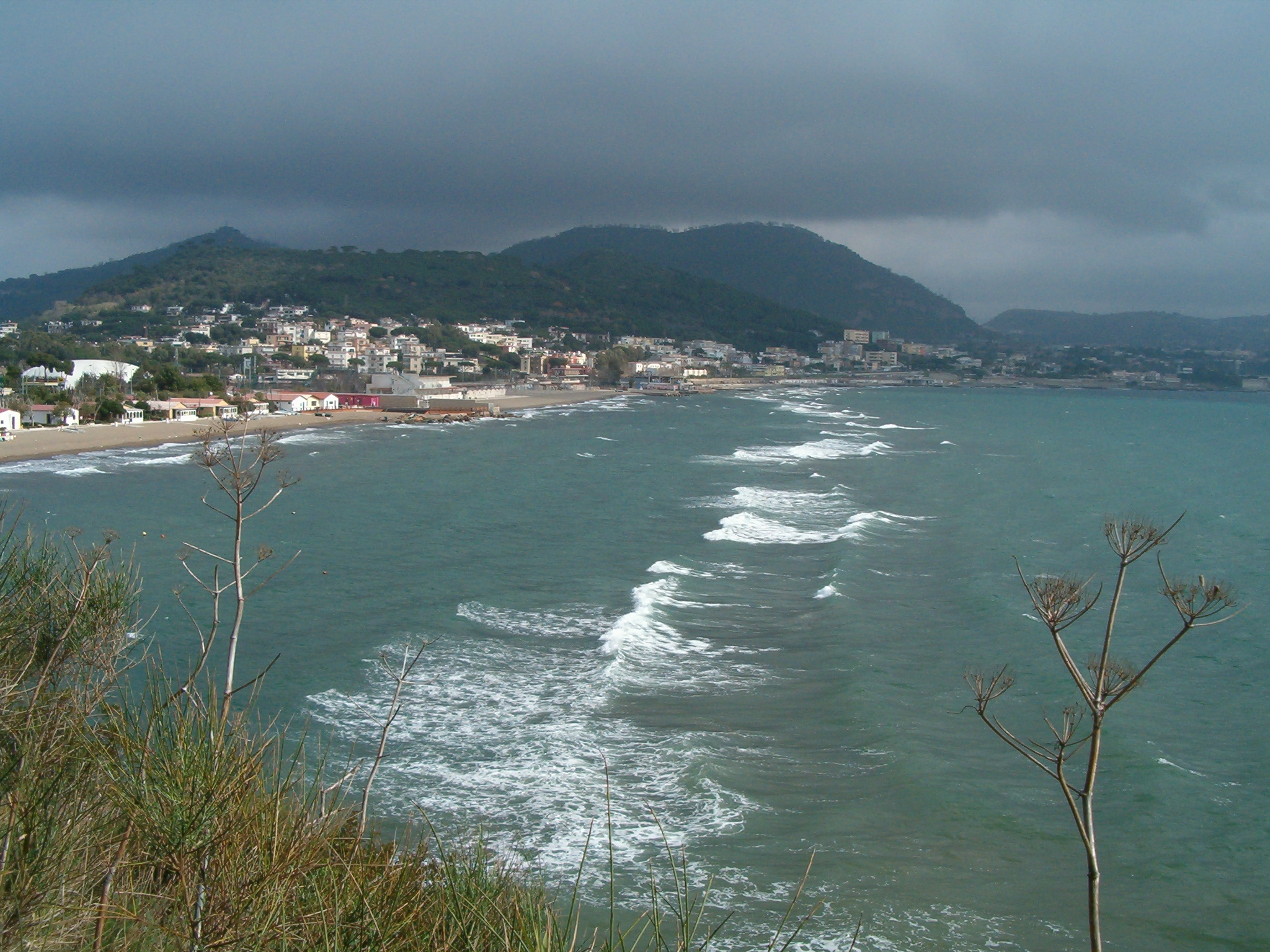
A Portus Julius